# Mikko Tarmia
Mikko Tarmia est un compositeur de musique finlandais connu pour ses collaborations avec les développeurs de jeux vidéo Frictional Games et Wolfire Games.

## Biographie
Il débute de 2002 à 2005 la composition de musique pour quatre jeux de la compagnie de jeux vidéo pour Macintosh Codeblender Software. Il participe ensuite à la bande son de jeux de Frictional Games, dont Penumbra (Penumbra: Overture, Penumbra: Black Plague puis Penumbra: Requiem) et Amnesia: The Dark Descent.
Il tient son propre label, The Sound of Fiction.

## Ludographie
- DeepTrouble
- Epsilon Tahari: Reign of the Machines
- Rally Shift
- Deep Trouble 2
- Penumbra: Overture
- Penumbra: Black Plague
- Penumbra: Requiem
- Amnesia: The Dark Descent
- Overgrowth
- SOMA